# Phoebe (vogel)
De phoebe (Sayornis phoebe) is een zangvogel uit de familie Tyrannidae (tirannen).

## Kenmerken
De lichaamslengte bedraagt 18 cm.

## Leefwijze
Zijn voedsel bestaat voornamelijk uit insecten. Bij de jacht op vliegen, bidt de vogel kort boven water.

## Verspreiding en leefgebied
Deze soort komt voor in de VS, Canada en Mexico. Vogels in het noorden van het verspreidingsgebied zijn trekvogels die 's winters zuidelijker verblijven.
Het leefgebied bestaat uit half open landschappen met bos, agrarisch gebied, buitenwijken en vaak in de buurt van beken en riviertjes.

## Status
De phoebe heeft een groot verspreidingsgebied en daardoor alleen al is de kans op de status kwetsbaar (voor uitsterven) uiterst gering. De grootte van de populatie is niet gekwantificeerd, maar neemt toe. Om deze redenen staat de phoebe als niet bedreigd op de Rode Lijst van de IUCN.